# Zulueta
|  | Per a altres significats, vegeu «Carmen de Zulueta». |

Zulueta és una localitat del municipi de Noain (Navarra). Pertany al partit judicial d'Aoiz. Es troba al nord del terme municipal, al peu de la serra de Tajonar, a la vora esquerra d'un penya-segat, i al nord-est de la seva capital, Zabalegui. Les localitats més pròximes són Zolina, Torres i Elorz.
Fins a 2014 va ser un concejo amb autonomia dintre del municipi. El 2014, per acord dels consellers, van demanar la seva extinció a causa de no poder sufragar les despeses amb els ingressos anuals. El 2014 el govern foral va aprovar la supressió i els pressupostos, béns, arxius i segells van passar a l'Ajuntament. La darrera presidenta va ser Sonia Elcano Erdozain.
De Zulueta és el futbolista navarrés Eugenio Bustingorri Oiz.